# Нарежный, Сергей Станиславович
Сергей Станиславович Нарижный (укр. Сергій Станиславович Наріжний; 14 июня 1974, Селидово — 21 января 2023, Красная Гора) — украинский военнослужащий, солдат, участник российско-украинской войны. Герой Украины (2024, посмертно).

## Биография
Сергей Нарижный родился в городе Селидово Донецкой области. Проживал в селе Великая Круча Полтавской области. После окончания школы получил специальность механика в Березоворудском профессиональном колледже Полтавского государственного аграрного университета. Проходил срочную военную службу.
В 2014 году был мобилизован в ряды Вооружённых сил Украины, после чего вернулся к гражданской жизни. С началом полномасштабного вторжения России в Украину в феврале 2022 года вновь вступил в ряды ВСУ.
Служил в 116-й отдельной бригаде территориальной обороны в составе Сил территориальной обороны Украины. Погиб 21 января 2023 года в бою в районе посёлка Красная Гора Бахмутского района Донецкой области, получив смертельное минно-взрывное ранение во время штурмовых действий противника. Похоронен в селе Великая Круча.
У него остались отец, жена, дочь и внук.

## Награды
- Звание «Герой Украины» с удостоением ордена «Золотая Звезда» (23 августа 2024, посмертно) — за личное мужество и героизм, проявленные в защите государственного суверенитета и территориальной целостности Украины, верность военной присяге[1].